# Aramis Sportegyesület
L'Aramis Sportegyesület, o semplicemente Aramis, è una squadra ungherese di calcio a 5 con sede a Budaörs.

## Storia
Fondato nel 1978, l'Aramis è una delle più prestigiose società ungheresi, avendo vinto tre campionati nazionali (1997-98, 1999-00 e 2004-05) e cinque coppe nazionali (1995, 1998-99, 1999-00, 2004-05, 2007-08). Nella stagione 2005-06 ha debuttato nella Coppa UEFA, venendo eliminata al primo turno.

## Palmarès
- Campionato ungherese: 3

1997-98, 1999-00 e 2004-05
- Coppe d'Ungheria: 5

1995, 1998-99, 1999-00, 2004-05, 2007-08